# Alexandra Goncharova
Alexandra Goncharova, née le 26 octobre 1992 à Moscou, est une coureuse cycliste russe. Spécialisée dans les disciplines d'endurance sur piste, elle a été championne de Russie de poursuite par équipes et d'omnium. Elle a été championne d'Europe de scratch et de poursuite par équipes en catégorie juniors en 2010, puis de la poursuite par équipes espoirs en 2014

## Palmarès sur piste

### Championnats du monde
- Apeldoorn 2018
  - 10e de l'omnium
  - 11e de la poursuite par équipes
- Pruszków 2019
  - 16e de la poursuite par équipe[1]
  - 23e de l'omnium

### Coupe du monde
- 2018-2019
  - 1er du scratch à Milton

### Championnats d'Europe
- Saint-Pétersbourg 2010
  -  Championne d'Europe de scratch juniors
  -  Championne d'Europe de la poursuite par équipes juniors
  -  Médaillée d'argent de la course aux points juniors
  -  Médaillée d'argent de l'omnium juniors
- Anadia 2011
  -  Médaillée de bronze de la poursuite par équipes espoirs
- Anadia 2014
  -  Championne d'Europe de la poursuite par équipes espoirs
  -  Médaillée d'argent de la poursuite espoirs
  -  Médaillée d'argent du scratch espoirs
- Baie-Mahault 2014
  -  Médaillée d'argent de la poursuite par équipes élites
- Granges 2015
  -  Médaillée d'argent de la poursuite par équipes élites

### Championnats nationaux
- Championne de Russie de poursuite par équipes en 2013, 2017, 2018 et 2019
- Championne de Russie de l'omnium en 2017

## Palmarès sur route

### Par année
- 2019
  -  Championne de Russie sur route

### Classements mondiaux
| Année                                 | 2019 |
| ------------------------------------- | ---- |
| Classement UCI                        | 293e |
| UCI World Tour                        | 202e |
|                                       |      |
| Légende : nc = non classéSource : UCI |      |